# 主観色
主観色（しゅかんしょく）とは、無彩色だけの場合でも、特定の条件で有彩色を知覚する現象。
現象を指すものであり、特定の色を指す言葉ではない。

## 概要

ベンハムの独楽の一例

白や黒といった色は無彩色と呼ばれ、彩度は0である。
しかし無彩色の場合においても、何らかの状況においてあたかも彩度がある、すなわち色がついているように感じることがある。
主観色の代表的な例としてベンハムの独楽がある。
白黒のみで塗られた独楽をある速度で回すと、淡い青、黄、赤といった色が知覚されることがある。
知覚される主観色は独楽に塗られたパターン、回転速度、回転方向、照明、さらには観察者の違いなどによって見える色や見えやすさには差がある。
主観色は、運動を伴わない絵画や、回転しているベンハムの独楽を撮影した白黒映像を見た場合においても現れる。
テレビが白黒テレビ主体だった時代は、主観色により擬似的なカラー映像を送る研究も行われていた。
主観色が起こる原因については明らかにされていない。

## 歴史
1838年、ドイツの物理学者であるグスタフ・フェヒナーにより、白黒の円盤を回転させると、あたかも円盤に色がついているように知覚する現象が発見される。グスタフはこれが観察者による主観的な現象であると考え、これを「主観色」と名付けた。
19世紀終盤にイギリスのチャールズ・ベンハム（Charles Benham）によりベンハムの独楽が考え出される。
20世紀、イギリスの画家ブリジット・ライリー（Bridget Riley）の絵において、白黒のみの絵に主観色が現れるよう描かれているものもある。
1959年、日本教育テレビ（現在のテレビ朝日）により、主観色を感じさせるパターンの白黒映像が作られ、放映された。

## 参考
- ナツメ社『図解雑学 色彩の科学』2007年7月31日発行 p.38
- 西山豊　ベンハムのコマに関する動的干渉モデル
- A Dynamic Interference Model for Benham's Top by Yutaka Nishiyama